# Algemene begraafplaats Vorden

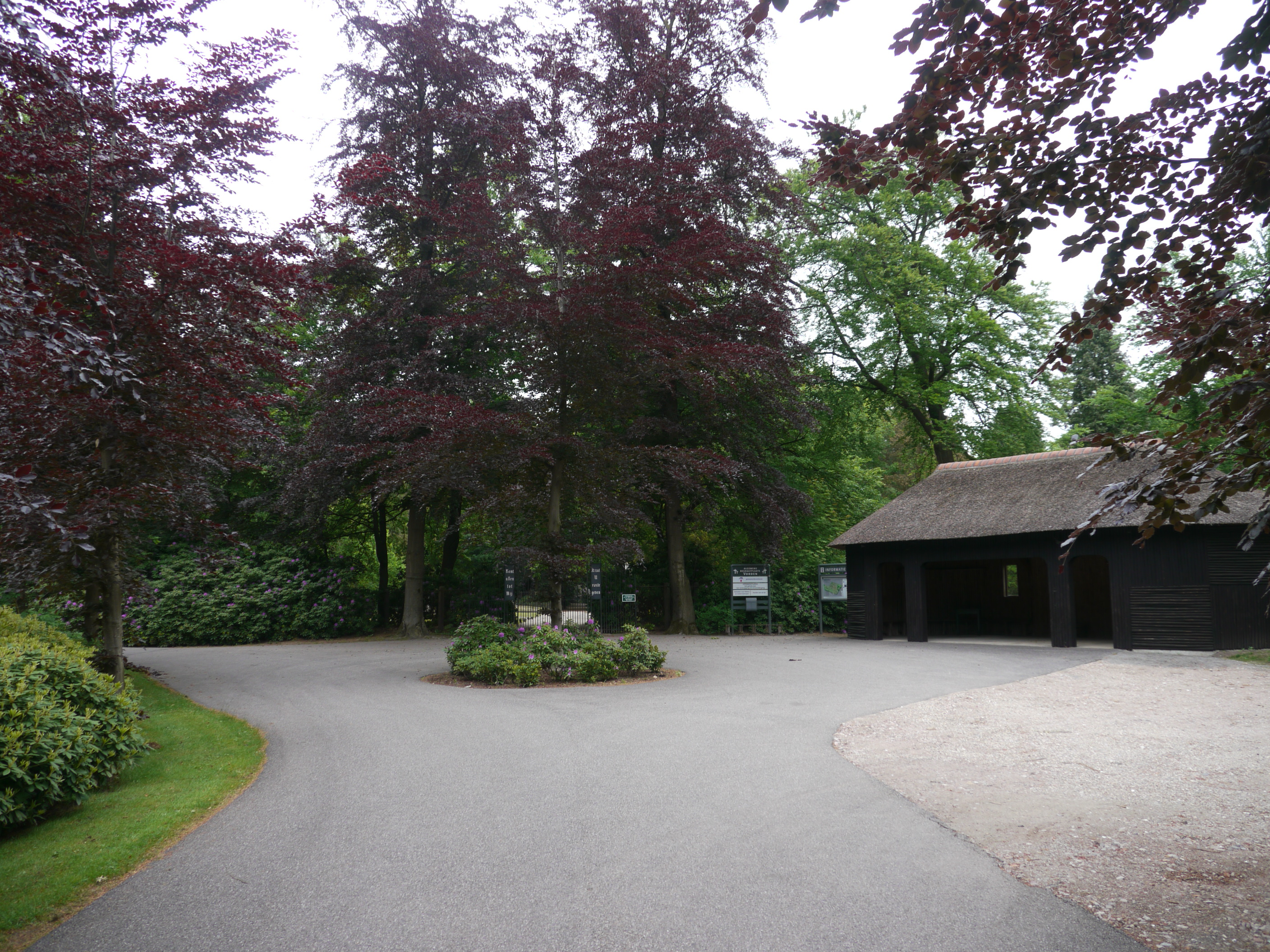
De ingang van de begraafplaats

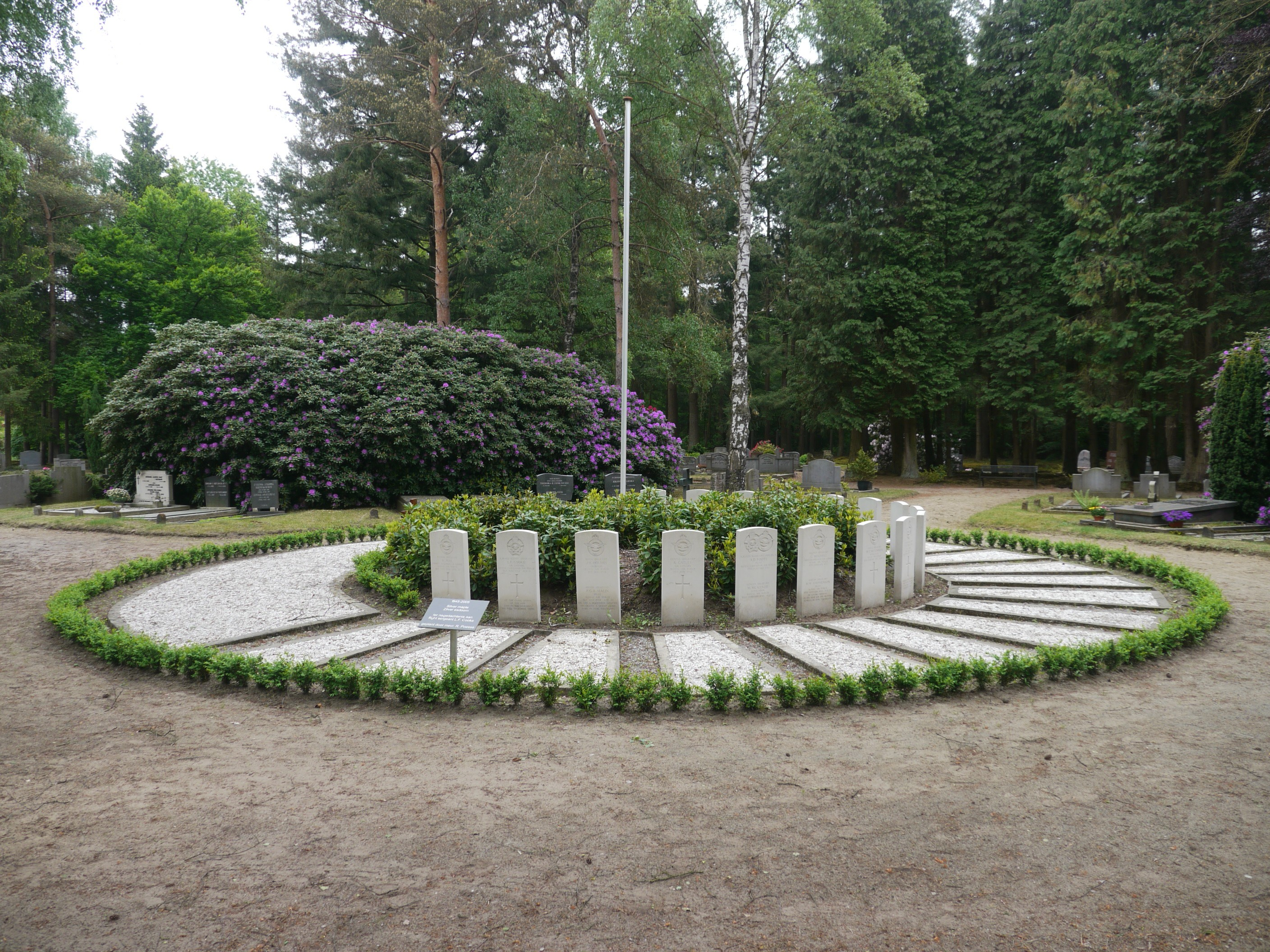
Ereveld met gesneuvelde Britse en Canadese soldaten

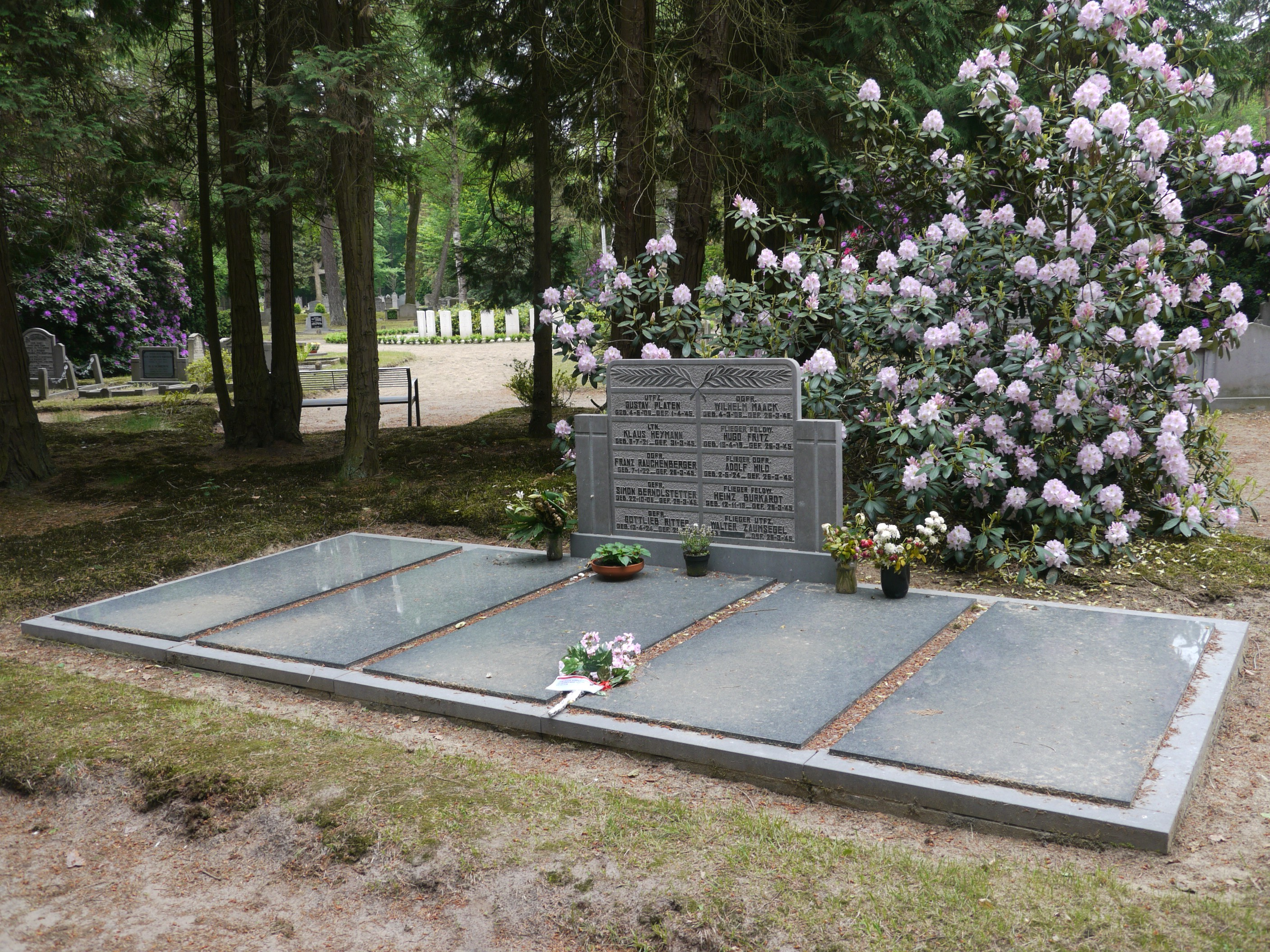
Graven van 10 Duitse gesneuvelden. Op de achtergrond zijn de graven van geallieerde militairen te zien.

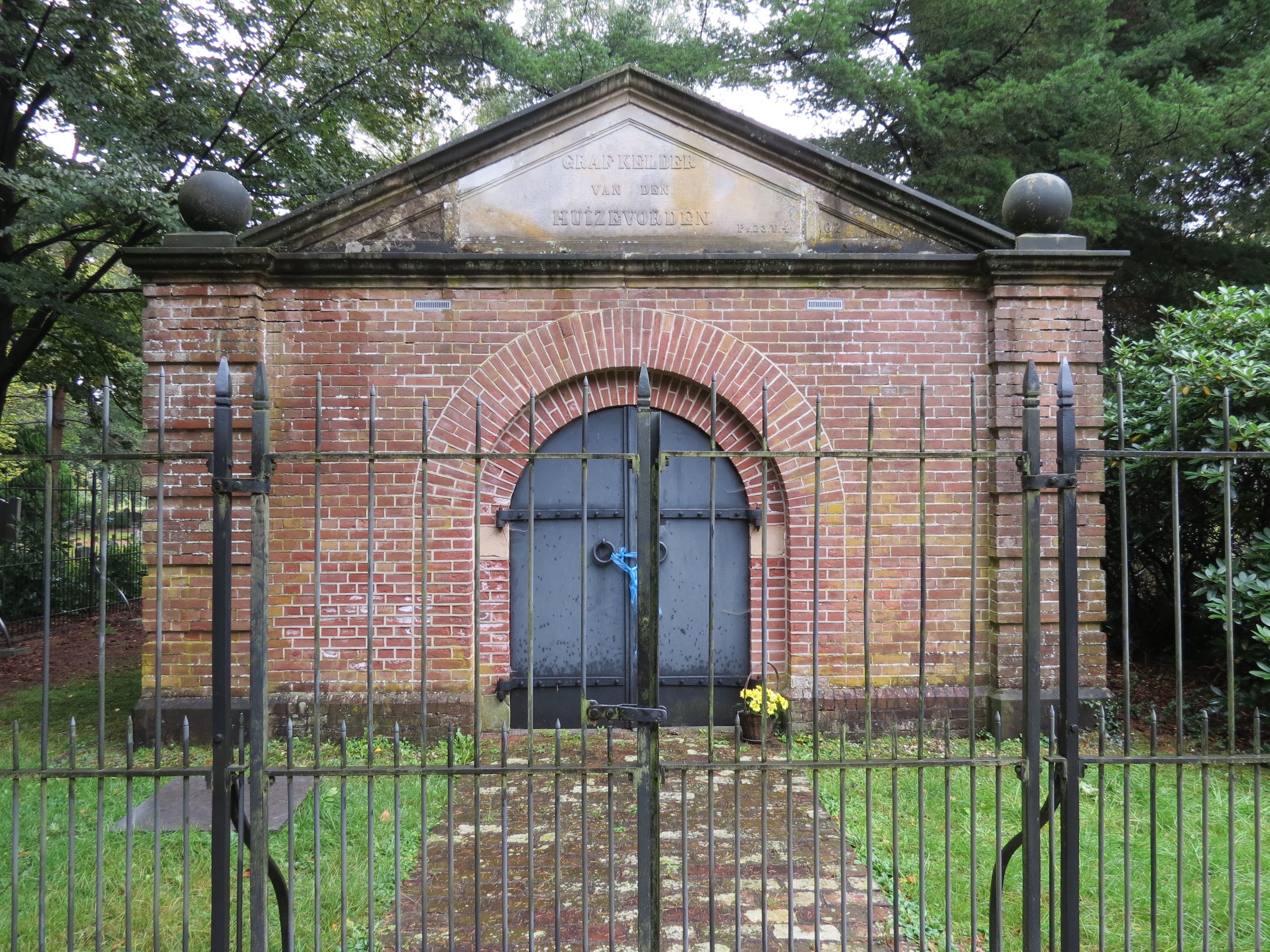
Grafkelder van den huize Vorden, 1902

De algemene begraafplaats Vorden is een begraafplaats aan de Kerkhoflaan in de Nederlandse plaats Vorden.
Op de begraafplaats bevinden zich ook urnenmuren, urnengraven en asstrooivelden.
De eerste begrafenis vond plaats in 1828.

## Rijksmonumenten
Zes grafheuvels en één grafkelder hebben de status van rijksmonument.

Graven met de status van rijksmonument
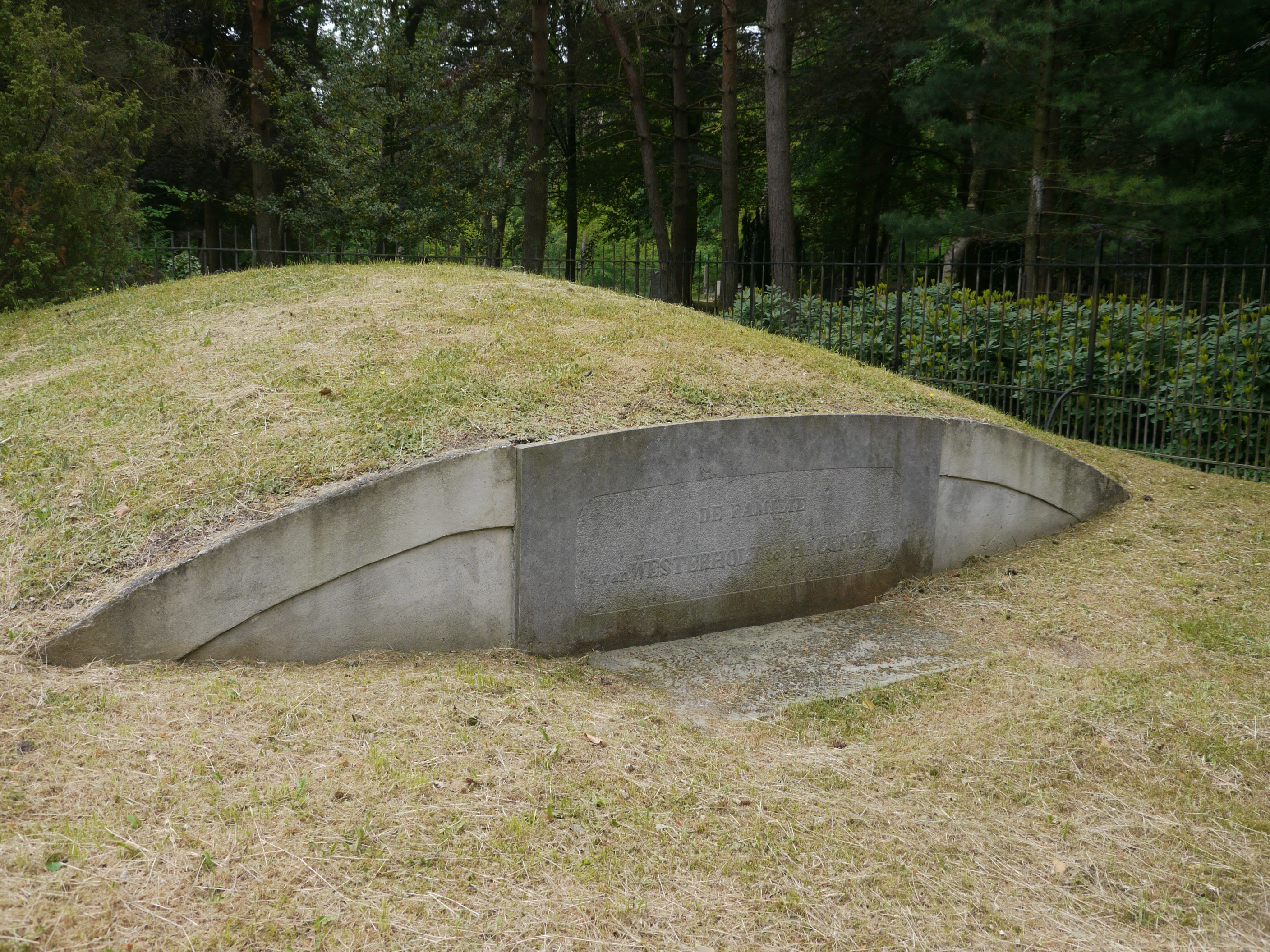
Grafheuvel van huis Hackfort
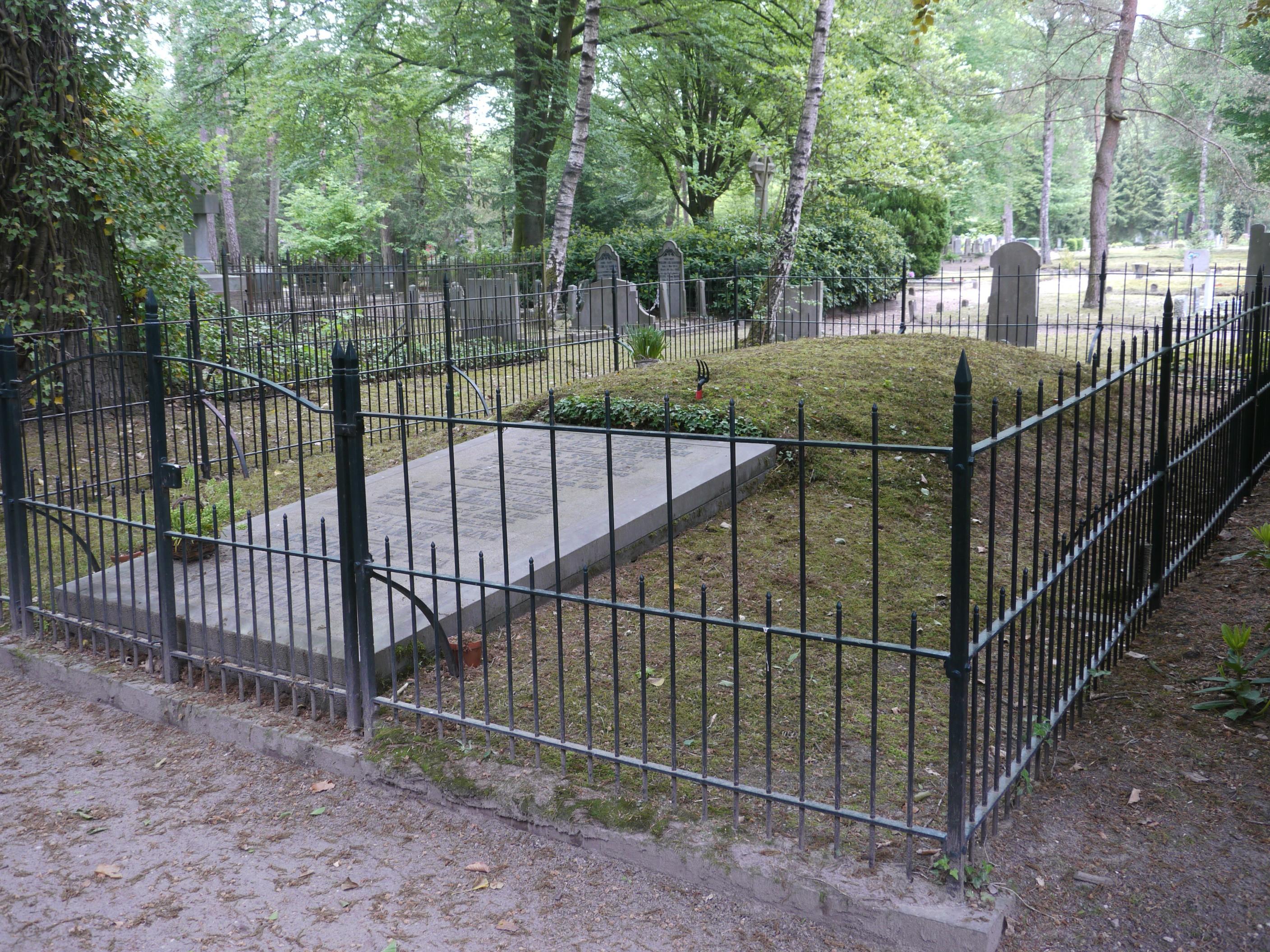
Grafheuvel van huis De Wildenborch
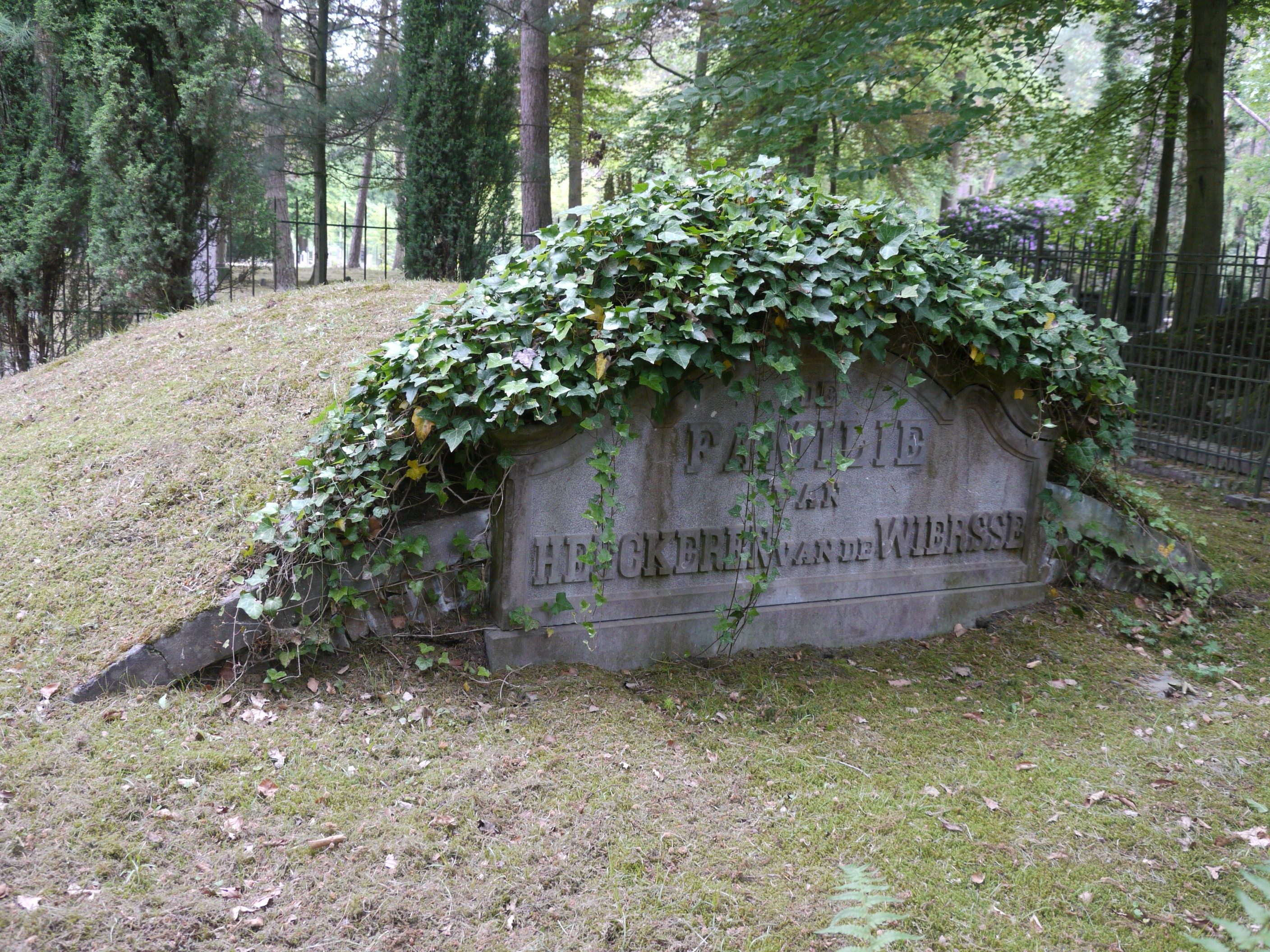
Grafheuvel van huis De Wiersse (fam. van Heeckeren)

Graven met de status van rijksmonument
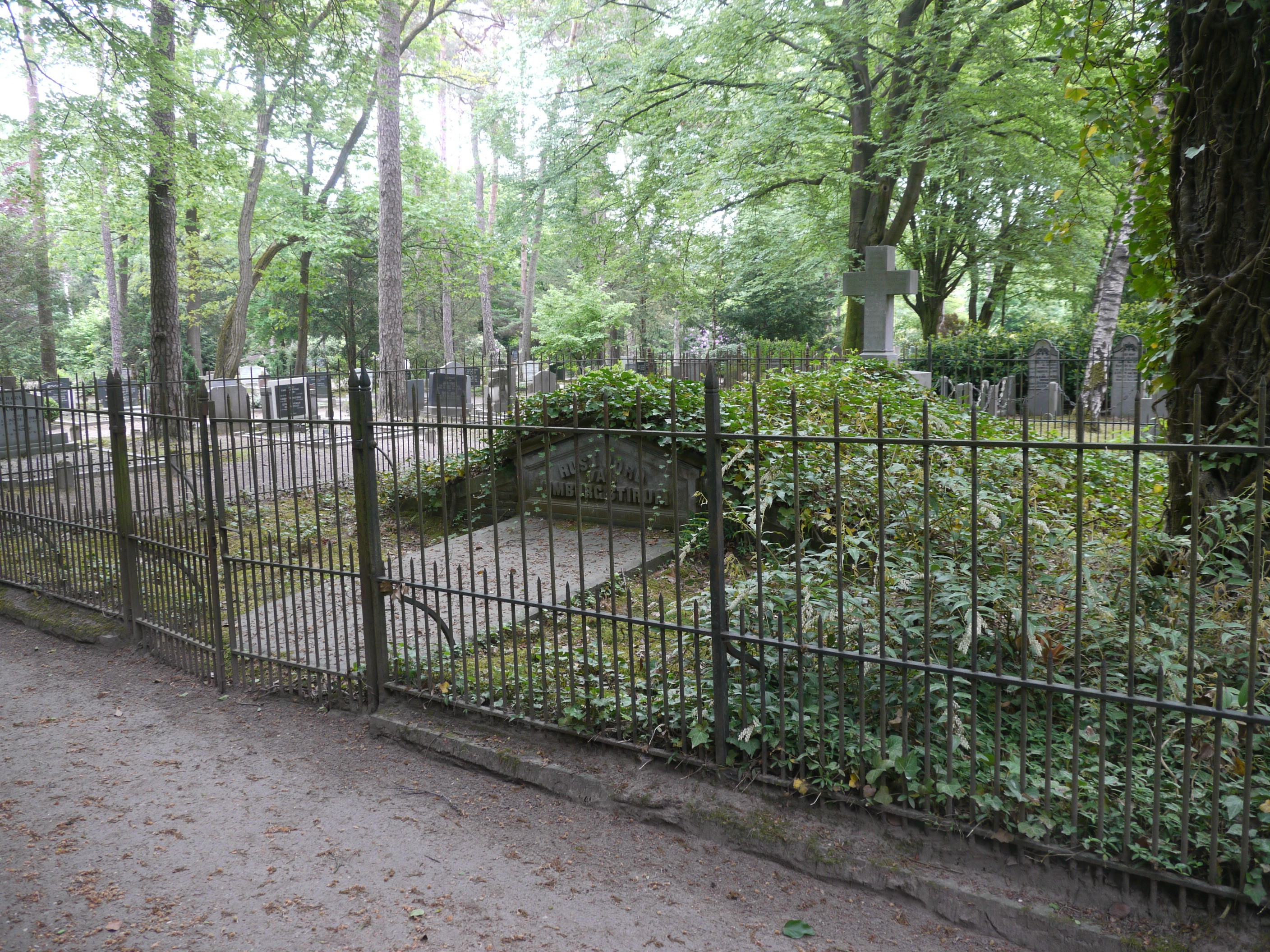
Grafheuvel van huis De Wiersse (fam. van Limburg Stirum)
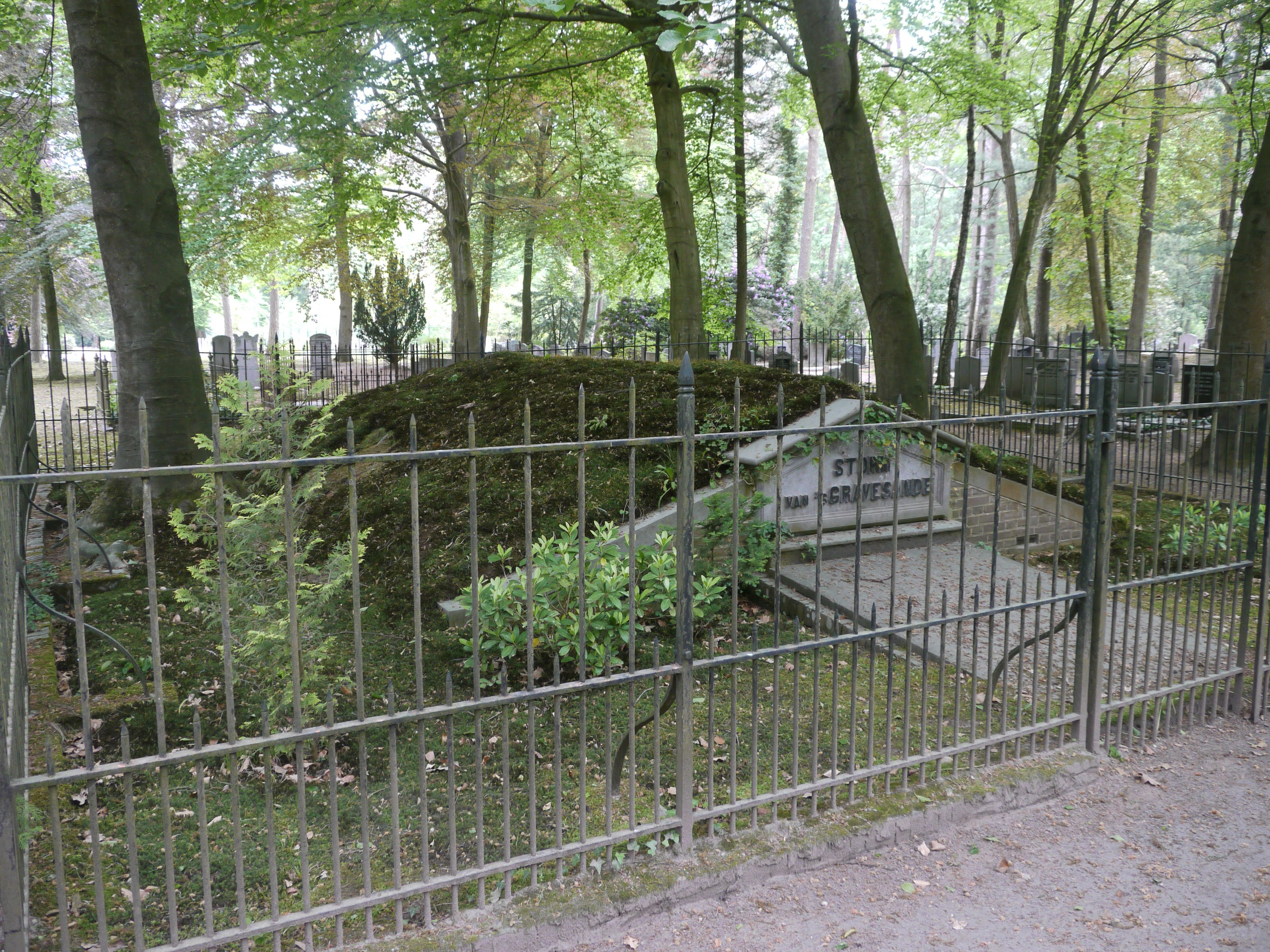
Grafheuvel van huis Den Bramel
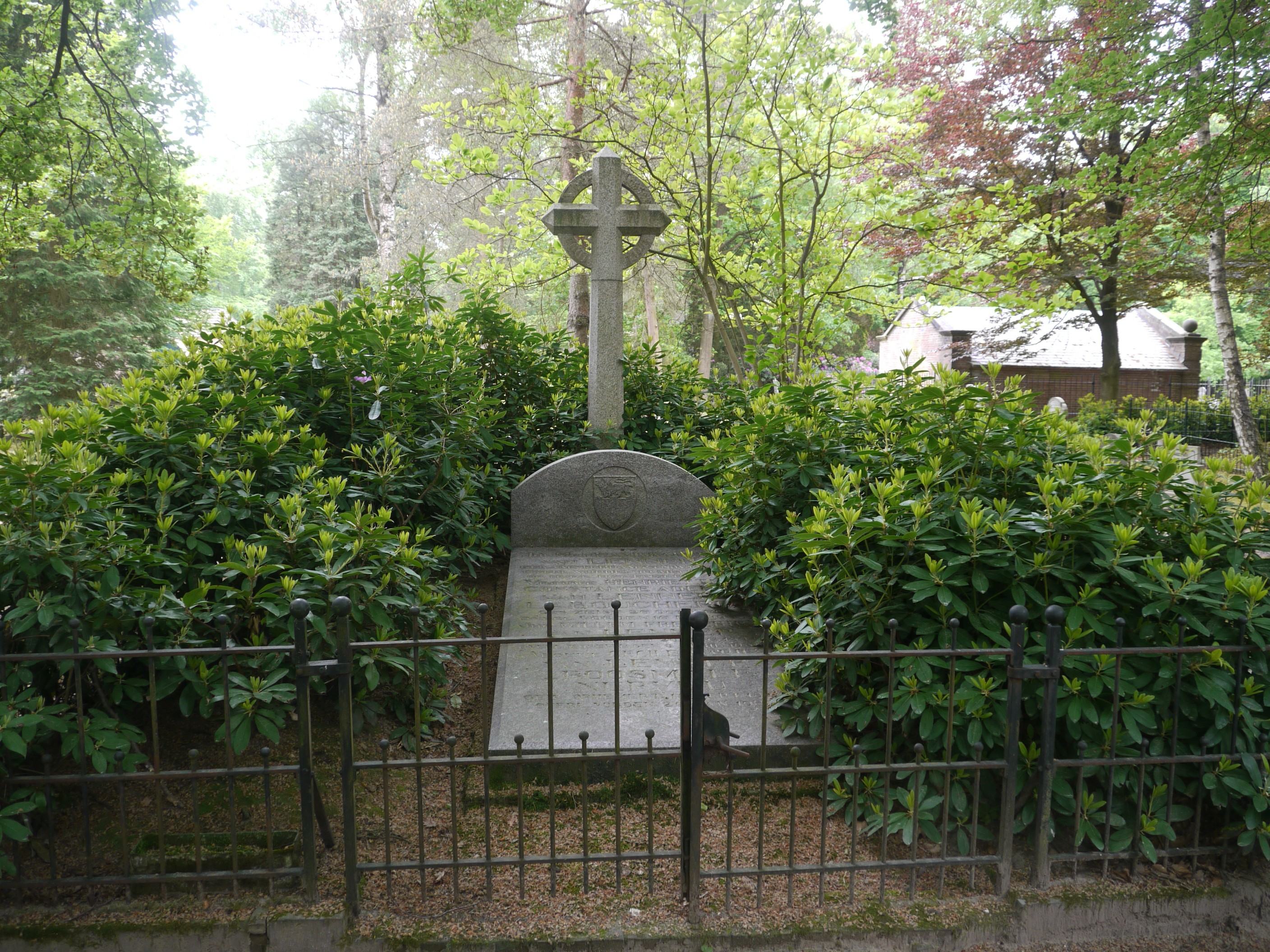
Grafheuvel van Het Enserink

## Oorlogsgraven
Op het kerkhof bevinden zich graven van oorlogsslachtoffers uit de Tweede Wereldoorlog.

#### Britse gemenebest
Nabij de ingang van de begraafplaats, aan de oostzijde, liggen op een rond ereveld 20 doden uit de Tweede Wereldoorlog begraven, afkomstig uit het Gemenebest.
Drie van hen zijn Canadees, de overigen komen uit het Verenigd Koninkrijk.

#### Duitsland
Niet ver van de graven van het Gemenebest liggen tien Duitse gesneuvelden, vliegeniers en soldaten, uit de Tweede Wereldoorlog begraven in een gezamenlijk graf. Ze kwamen allen in maart 1945 om het leven. Het graf is particulier: het werd gekocht door de vader van een der vliegeniers. Dat is de reden dat deze doden niet zijn overgebracht naar de Duitse militaire begraafplaats in Ysselsteyn, zoals is gebeurd met vrijwel alle in Nederland begraven Duitse gesneuvelden. De vliegeniers kwamen om het leven toen hun vliegtuig, een Junkers Ju 88, werd neergehaald door een Britse Mosquito.

#### Dodenherdenking
Jaarlijks vindt op 4 mei de dodenherdenking plaats op de algemene begraafplaats. In 2012 kwam deze herdenking in opspraak omdat ook de Duitse soldaten herdacht zouden gaan worden. Er werd een rechtspraak aangespannen door Federatief Joods Nederland (FJN) en op 4 mei verbood de rechter een herdenking van de Duitsers door burgemeester Henk Aalderink, wethouders en gemeenteambtenaren. De (voornamelijk) Vordense bevolking gaf hier geen gehoor aan en liep wel langs de Duitse graven. Dezelfde dag liet de Joodse organisatie TOF (Tradition is Our Future) een vliegtuig vliegen boven Vorden met de tekst "Vorden is fout". Om duidelijkheid te krijgen in hoeverre een rechter zich mag bemoeien met het handelen van een burgemeester bij openbare gelegenheden, werd door de gemeente Bronckhorst een hoger beroep aangevraagd. Dit hoger beroep diende op 28 januari 2013. Op 19 februari dat jaar stelde het gerechtshof Arnhem-Leeuwarden de gemeente in het gelijk. Op 27 maart 2013 besloot het gemeentebestuur van Bronckhorst bij de dodenherdenking van dat jaar een afvaardiging (een wethouder) gelegenheid te geven ook langs de graven van de Duitsers te lopen. Op 2 mei besloot men daar toch van af te zien, nadat er demonstraties waren aangekondigd. Volgens de burgemeester zou daarmee de waardigheid van de herdenking in het geding komen.

## Bekende personen die hier begraven zijn
- A.C.W. Staring: dichter, landheer en landbouwkundige (begraven in 1840)
- Johannes Cornelis Christiaan Tonnet: generaal tijdens de crisisjaren (begraven in 1937)
- Arthur Conley: soulzanger (begraven in 2003)
- Riek Schagen: actrice en kunstschilderes (begraven in 2008)
- Pierre Mathieu: volleybalcoach (begraven in 2014)